# Tatuco
El tatuco es el microrelieve que resulta de la erosión reticular, se caracteriza por montículos con vegetación separados por unas red de zanjas  rectangulares. La profundidad de las zanjas varía desde menos de 20-130 cm, extraordinariamenta hasta 2 m. El ancho de las yan incrementa el progreso de dicha erosión desde menos de 40 cm hasta más de 3 m.